# Pierre Jean Simon Van Eupen
Pierre Jean Simon Van Eupen (né le 12 novembre 1746 à Anvers, mort le 14 mai 1804 en exil dans la République batave), chanoine, est, avec Henri van der Noot, une figure de la révolution brabançonne de 1789 et des États belgiques unis.

## Biographie[1]
Homme d'église, il est curé de Kontich entre 1772 et 1775. En 1775, il est élu chanoine gradué de la cathédrale d'Anvers. Il est nommé successivement confesseur et aumônier de plusieurs congrégations religieuses, censeur de livres, grand pénitencier de la cathédrale et vicaire général du diocèse.
Exilé dans les Provinces-Unies, il prend part activement à la Révolution brabançonne aux côtés d'Henri van der Noot. Il contribue à la perte du colonel van der Mersch. Il est nommé secrétaire du Congrès des États belgiques unis. Exilé à nouveau dans les Provinces-Unies lors de la première restauration autrichienne des Pays-Bas, il revient dans les Etats belgique pendant la première occupation française fin 1792.
En 1797, il refuse de prêter serment de haine à la royauté. Il est condamné à la déportation en Guyane en décembre 1797 et arrêté en janvier 1798. Par arrêté spécial du ministre de la justice, il est expulsé du territoire de la république et il va s'établir à Utrecht.

## Œuvres - lettres
- Lettre de son excellence Pierre Van Eupen, en son vivant secrétaire général du Congrès belgique, à son excellence Henri Van der Noot, ci-devant père de la patrie etc. etc. etc. 2e édition
- Relation authentique de ce qui s'est passé entre les armées des États belgiques unis et autrichiennes, le 23 mai 1790 et jours suivants.
- Déclaration signée H.C.N. Van der Noot et Van Eupen, de Bruxelles, du 25 février 1790, portant que le Manifeste du peuple brabançon sera exécuté.
- Copie d'une lettre écrite au rédacteur du Journal général de l'Europe, insérée dans le n° 157. [Signé: Van Eupen, Bruxelles, le 28 décembre 1789.].
- Lettre du grand pénitencier et secrétaire d'état Van Eupen, à sa majesté l'empereur et roi L... 1790
- Copie de la note à remettre aux ministres des trois puissances médiatrices à La Haye par Messieurs Degrave, Baillet, Petitjean et le chevalier de Bousies. [Signé : N. F. J. Marannès, Visbecque, P. J. Van Eupen, Bruxelles, le 16 novembre 1790.].